# Bojan Kurajica
Bojan Kurajica (* 15. November 1947 in Ljubljana, Jugoslawien) ist ein kroatisch-bosnischer Schachmeister.

## Leben
Kurajica, der lange Jahre in Split wohnte, gewann 1965 in Barcelona überraschend die Juniorenweltmeisterschaft vor Favoriten wie Robert Hübner. Im gleichen Jahr wurde er zum Internationalen Meister ernannt. 1967 wurde er in Hastings Dritter hinter Ex-Weltmeister Michail Botwinnik und Wolfgang Uhlmann. 1974 wurde er in Solingen gemeinsam mit Ex-Weltmeister Boris Spasski Dritter hinter Lew Polugajewski und Lubomir Kavalek. Aufgrund dieser Erfolge verlieh die FIDE Kurajica im selben Jahr den Titel Großmeister. Kurajica war in den 1970er-Jahren einer der ersten ausländischen Schachprofis in der deutschen Mannschaftsmeisterschaft, wo er für die Solinger SG 1868 antrat.
Kurajica wohnt heute in Spanien.

## Nationalmannschaft
Kurajica vertrat Jugoslawien auf den Schacholympiaden 1980 auf Malta, wo er mit seiner Mannschaft Bronze gewann, und 1984 in Thessaloniki. Er vertrat Bosnien und Herzegowina seit der Schacholympiade 1992 acht Mal bis 2006. Bei der Schacholympiade 1994 in Moskau war er eine der Stützen des überraschenden Silbermedaillengewinns mit einem Ergebnis von 9 aus 13 (+6 =6 −1). Seit Juni 2006 spielte er für den kroatischen Schachverband, im März 2009 wechselte er zum bosnischen Schachverband zurück. Seit Juni 2018 ist Kurajica wiederum für den kroatischen Verband gemeldet. Bei den Schacholympiaden 2010 und 2012 spielte er erneut für Bosnien und Herzegowina. Außerdem nahm Kurajica an den Mannschaftseuropameisterschaften 1970, 1980 und 1983 für Jugoslawien, 1992, 1997, 1999 und 2003 für Bosnien und Herzegowina teil. Sein größter Erfolg war der zweite Platz mit der jugoslawischen Mannschaft 1983 in Plowdiw.

## Vereine
In der bosnischen Premijer Liga spielte Kurajica bis 2006 für den ŠK Bosna Sarajevo, mit dem er 2002, 2003, 2004, 2005 und 2006 bosnischer Mannschaftsmeister wurde, 2008 für den HŠK Napredak Sarajevo, von 2009 bis 2011 für den ŠK Bihać, mit dem er 2010 Meister wurde, und von 2012 bis 2014 für den ŠK Široki Brijeg, mit dem er 2012 und 2014 Meister wurde. 2015 gewann er den Titel erneut mit dem ŠK Bosna Sarajevo. Den European Club Cup gewann er 1976 mit der Solinger SG 1868 sowie 1994, 1999 und 2000 mit dem ŠK Bosna Sarajevo. In der spanischen Mannschaftsmeisterschaft spielte er 2007 für CA La Caja Las Palmas.